# G-12
No futebol masculino brasileiro, G-12 refere-se ao grupo de doze clubes formado por Atlético Mineiro, Botafogo, Corinthians, Cruzeiro, Flamengo, Fluminense, Grêmio, Internacional, Palmeiras, Santos, São Paulo e Vasco da Gama.
Eles são considerados os clubes mais populares e bem-sucedidos do futebol brasileiro, vencendo mais de 90% das sessenta e nove edições do Brasileirão desde o início da principal competição nacional, em 1937, até 2024. Ainda, todas essas agremiações conquistaram o título de campeões da Copa Libertadores da América, a principal competição do continente, feito que não foi replicado por qualquer outro time brasileiro fora do G-12.
São também esses doze aqueles com mais presenças na Série A do Campeonato Brasileiro, mais colocações entre os quatro primeiros, e os que mais pontuaram no Ranking Histórico de Pontos do Campeonato Brasileiro, desde 1937, sendo considerados grandes pelo seu contexto histórico e não necessariamente por um bom desempenho recente.
Em 2024, foram campeões do Brasileirão nas séries A (Botafogo) e B (Santos), da Copa do Brasil (Flamengo), Supercopa do Brasil (São Paulo), Copa Libertadores da América (Botafogo) e Recopa Sul-Americana (Fluminense); pelos estaduais, foram campeões: Carioca (Flamengo), Gaúcho (Grêmio), Mineiro (Atlético-MG) e Paulista (Palmeiras). Na temporada de 2025, os dozes estão na Série A do Brasileirão e na primeira divisão de seus respectivos estaduais, quatro no Mundial de Clubes FIFA, seis na Copa Libertadores da América (de oito vagas), seis na Copa Sul-Americana, um na Recopa Sul-Americana e dois na Supercopa do Brasil.

## Títulos e popularidade
O status de grandes clubes do futebol brasileiro decorre de suas performances históricas nos respectivos campeonatos estaduais, bem com nos torneios e jogos amistosos contra clubes de outros estados e países. Durante muito tempo, não houve competições nacionais no Brasil (a primeira edição do Brasileirão foi realizada em 1937 e a segunda em 1959) e a competição entre equipes de diferentes estados foi escassa (com o Torneio Rio-São Paulo, realizado irregularmente entre 1933 e 1966 e de 1993 a 2002, sendo o torneio mais notável dessa natureza); assim, esses clubes ganharam sua reputação distinta por serem dominantes dentro das fronteiras do estado e nos jogos e torneios amistosos em excursões para se exibirem e medirem forças em outras praças. 
| Clube                | Títulos |
| -------------------- | ------- |
| Flamengo             | 38      |
| Fluminense           | 33      |
| Vasco da Gama        | 24      |
| Botafogo             | 21      |
| Outros quatro clubes | 12      |

| Clube                   | Títulos |
| ----------------------- | ------- |
| Internacional           | 45      |
| Grêmio                  | 43      |
| Outros dezesseis clubes | 19      |

| Clube               | Títulos |
| ------------------- | ------- |
| Atlético Mineiro    | 49      |
| Cruzeiro            | 38      |
| Outros cinco clubes | 25      |

| Clube                 | Títulos |
| --------------------- | ------- |
| Corinthians           | 30      |
| Palmeiras             | 26      |
| São Paulo             | 22      |
| Santos                | 22      |
| Outros catorze clubes | 36      |

 Esse sucesso estadual se traduziu em glória nacional e internacional. Os doze grandes clubes dominaram o Brasileirão e a Copa do Brasil, bem como apresentaram grandes atuações na Copa Libertadores, Copa Intercontinental, Copa do Mundo de Clubes e demais competições internacionais oficiais.
Apenas os doze foram campeões da Copa Libertadores da América e nenhum outro clube além deles jogou competições mundiais ou a elas equiparadas. Na Copa Sul-Americana e suas antecedentes, nove times do G-12 foram campeões, em duas edições da Copa Sul-Americana, três da Supercopa Sul-Americana, cinco da Copa CONMEBOL e três da Copa Mercosul (treze vezes, ao todo); os "intrusos" são Athletico-PR e Chapecoense, que venceram a atual copa secundária continental, este primeiro, duas vezes.

No Brasileirão, cada time do grupo possui ao menos 5 edições como campeão ou vice-campeão (o 13° somatório é do EC Bahia, duas vezes campeão e duas vezes vice; exceto o bicampeão Grêmio, os demais times do G-12 possuem ao menos três títulos brasileiros). Pela Copa do Brasil, apenas seis times, todos do G-12, ganharam mais de uma edição (outros cinco grandes possuem apenas uma, e o único não campeão é o Botafogo). Nenhum time de fora do conjunto venceu a Supercopa do Brasil (seis campeões) ou a Recopa Sul-Americana (dez campeões brasileiros), apesar das participações de Athletico Paranaense e Chapecoense. 
| Clube               | Títulos |
| ------------------- | ------- |
| Palmeiras           | 12      |
| Santos              | 8       |
| Flamengo            | 7       |
| Corinthians         | 7       |
| São Paulo           | 6       |
| Cruzeiro            | 4       |
| Fluminense          | 4       |
| Vasco da Gama       | 4       |
| Internacional       | 3       |
| Atlético Mineiro    | 3       |
| Botafogo            | 3       |
| Grêmio              | 2       |
| Outros cinco clubes | 6       |

| Clube              | Títulos |
| ------------------ | ------- |
| Cruzeiro           | 6       |
| Grêmio             | 5       |
| Flamengo           | 5       |
| Palmeiras          | 4       |
| Corinthians        | 3       |
| Atlético Mineiro   | 2       |
| Fluminense         | 1       |
| Internacional      | 1       |
| Santos             | 1       |
| Vasco da Gama      | 1       |
| São Paulo          | 1       |
| Botafogo           | —       |
| Outros seis clubes | 6       |

| Clube            | Participações | Melhor colocação           |
| ---------------- | ------------- | -------------------------- |
| Palmeiras        | 24            | Campeão (1999, 2020, 2021) |
| São Paulo        | 22            | Campeão (1992, 1993, 2005) |
| Grêmio           | 22            | Campeão (1983, 1995, 2017) |
| Flamengo         | 20            | Campeão (1981, 2019, 2022) |
| Santos           | 16            | Campeão (1962, 1963, 2011) |
| Cruzeiro         | 17            | Campeão (1976, 1997)       |
| Internacional    | 15            | Campeão (2006, 2010)       |
| Corinthians      | 17            | Campeão (2012)             |
| Atlético Mineiro | 14            | Campeão (2013)             |
| Fluminense       | 10            | Campeão (2023)             |
| Vasco da Gama    | 9             | Campeão (1998)             |
| Botafogo         | 6             | Campeão (2024)             |

| Clube            | Participações | Melhor colocação           |
| ---------------- | ------------- | -------------------------- |
| Palmeiras        | 4             | Campeão (1951)             |
| São Paulo        | 3             | Campeão (1992, 1993, 2005) |
| Santos           | 3             | Campeão (1962, 1963)       |
| Corinthians      | 3             | Campeão (2000, 2012)       |
| Flamengo         | 3             | Campeão (1981)             |
| Grêmio           | 3             | Campeão (1983)             |
| Internacional    | 2             | Campeão (2006)             |
| Fluminense       | 2             | Campeão (1952)             |
| Vasco da Gama    | 3             | Vice-campeão (1998, 2000)  |
| Cruzeiro         | 2             | Vice-campeão (1976, 1997)  |
| Atlético Mineiro | 1             | Terceiro lugar (2013)      |
| Botafogo         | 1             | Quartas de final (2024)    |

| Clube      | Participações | Melhor colocação     |
| ---------- | ------------- | -------------------- |
| Fluminense | 1             | 4ª colocação (2025)  |
| Palmeiras  | 1             | 8ª colocação (2025)  |
| Flamengo   | 1             | 11ª colocação (2025) |
| Botafogo   | 1             | 14ª colocação (2025) |

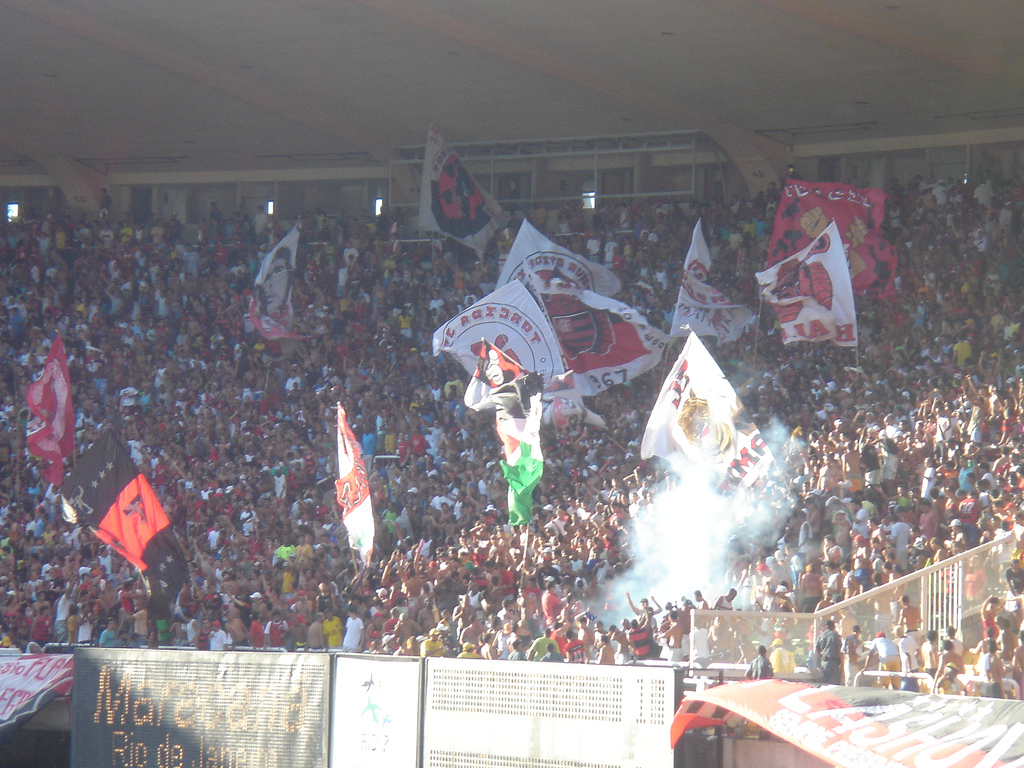
Torcida do Flamengo no Maracanã.

O G-12 também são os clubes com mais torcedores no Brasil, desfrutando de popularidade em todo o país. Mesmo longe das fronteiras estaduais, não é difícil encontrar adeptos do G-12, muitas vezes superando até os clubes locais.
| Clube            | Apoiantes    |
| ---------------- | ------------ |
| Flamengo         | 40,1 milhões |
| Corinthians      | 29,5 milhões |
| Palmeiras        | 14,7 milhões |
| São Paulo        | 12,6 milhões |
| Grêmio           | 8,4 milhões  |
| Vasco da Gama    | 8,4 milhões  |
| Cruzeiro         | 6,3 milhões  |
| Internacional    | 6,3 milhões  |
| Santos           | 6,3 milhões  |
| Fluminense       | 4,2 milhões  |
| Atlético Mineiro | 4,2 milhões  |
| Botafogo         | 4,2 milhões  |

## Os doze clubes

### Atlético Mineiro

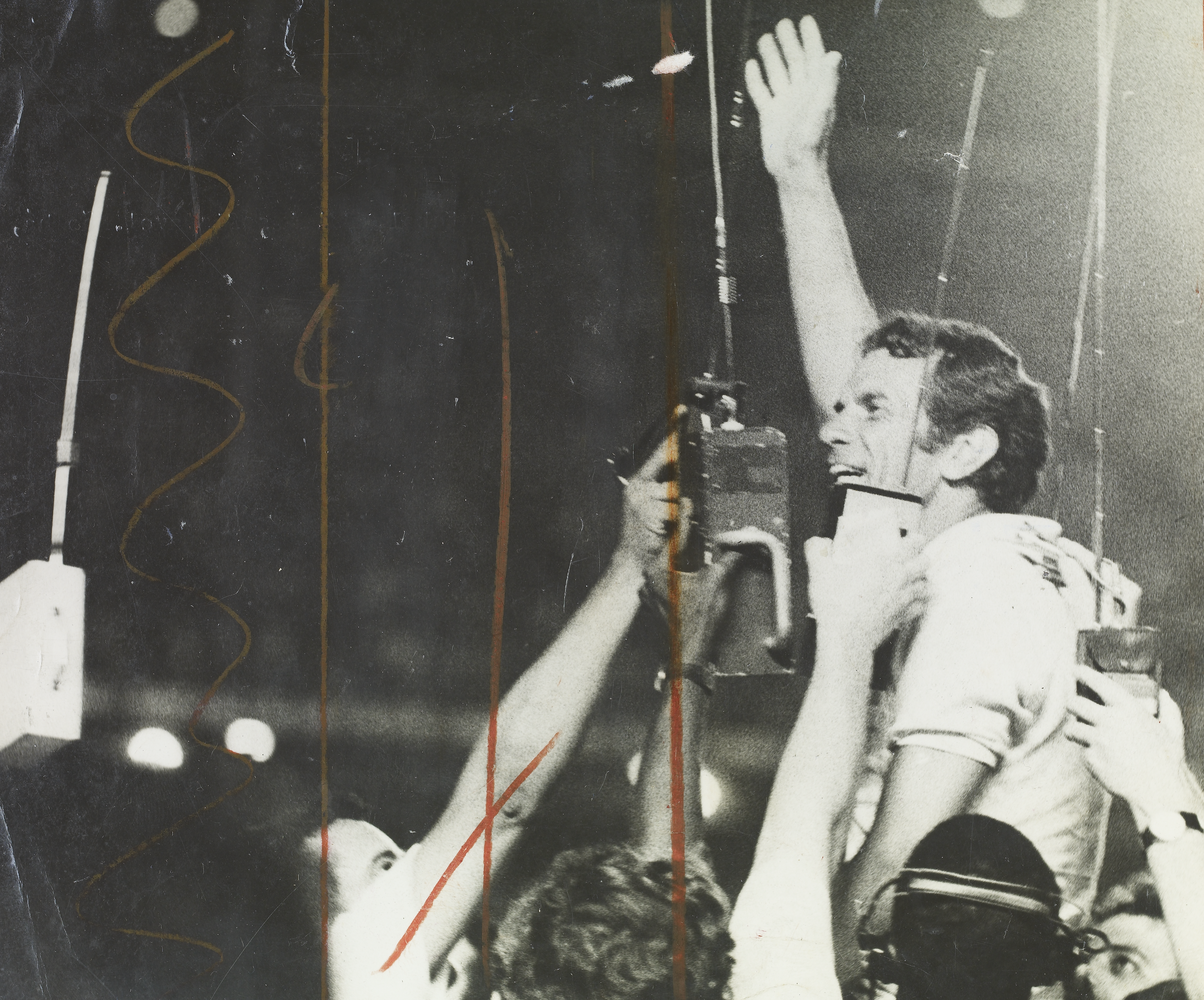
Telê Santana, técnico campeão brasileiro de 1971 pelo Atlético-MG.

O Clube Atlético Mineiro é sediado na cidade de Belo Horizonte, Minas Gerais, fundado em 25 de março de 1908 por um grupo de estudantes no Parque Municipal de Belo Horizonte, e tem como suas cores tradicionais o preto e o branco.
O clube é o maior e atual campeão do Campeonato Mineiro com 50 troféus até 2025, além de ser o maior vencedor do Clássico Mineiro, com uma grande vantagem contra seu maior rival, o Cruzeiro, tendo rivalidade histórica e menos intensa contra o América Mineiro. No âmbito nacional, foi campeão brasileiro três vezes, em 1937, 1971 e 2021, duas vezes da Copa do Brasil, em 2014 e 2021, uma vez da Supercopa do Brasil, em 2022, e venceu a única edição da Copa dos Campeões (CBD), em 1978.
Na esfera internacional, possui quatro títulos oficiais: uma Copa Libertadores da América, duas edições da Copa Conmebol e uma da Recopa Sul-Americana. Igualou um feito do maior rival, o Cruzeiro, em 2021, ao conquistar o Campeonato Mineiro, a Copa do Brasil e o Campeonato Brasileiro no mesmo ano. Desde 2023, manda suas partidas de futebol na Arena MRV, de sua propriedade, com capacidade para cerca de 45.000 pessoas.
Um episódio marcante da história do clube alvinegro foi a excursão à Europa em 1950, concedendo o título simbólico de "Campeão do Gelo", onde o Atlético jogou dez partidas entre 1 de novembro e 7 de dezembro nos seguintes países: Alemanha, Áustria, Bélgica, Luxemburgo e França. A equipe venceu 6 jogos, perdeu dois e empatou os restantes, marcando 24 gols e sofrendo 18. Na volta ao Brasil, o clube foi homenageado pela CBD no Maracanã, antes de um jogo do Campeonato Carioca.

### Botafogo
O Botafogo de Futebol e Regatas é uma agremiação sediada na cidade do Rio de Janeiro que surgiu da fusão do Club de Regatas Botafogo (fundado para o remo em 1894) com o Botafogo Football Club (formado para o futebol em 1904). Suas maiores glórias no futebol vêm especialmente entre as décadas de 1950 e de 1960, que redundou em dez títulos de campeão oficiais entre 1957 e 1968, considerada a sua era de ouro, com cinco conquistas do Carioca, uma Taça Guanabara independente, três interestaduais e um nacional conquistados, além da participação em uma semifinal da Copa Libertadores da América em 1963, que repetiria dez anos depois, mas em 1973 com a participação de seis clubes divididos em dois grupos com três participantes.

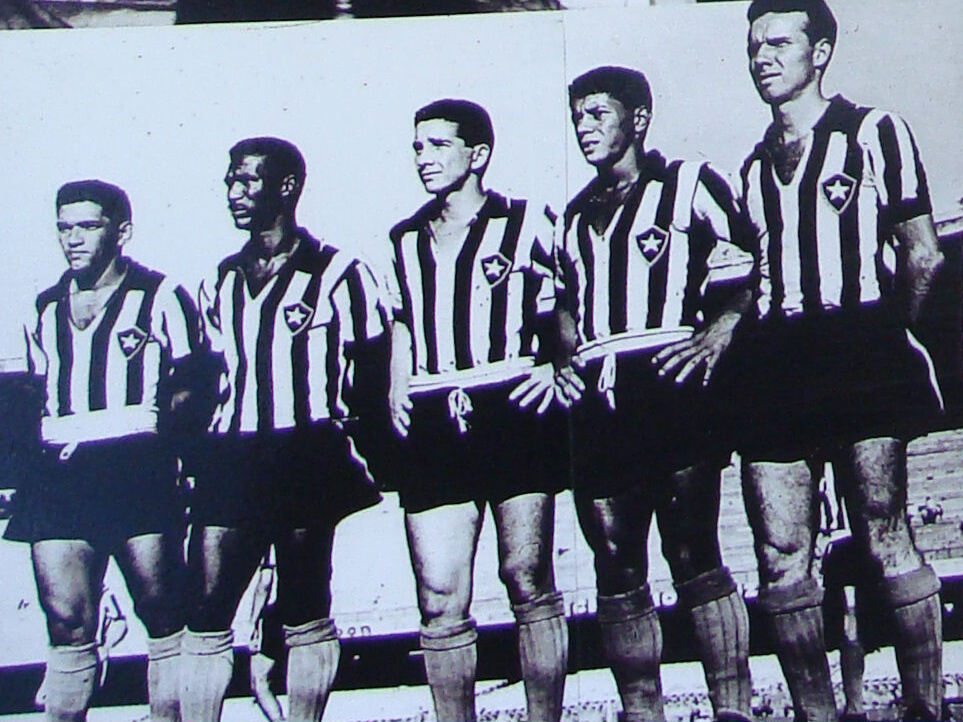
Garrincha, Didi, Amarildo e Zagallo, além de Amoroso. Quatro titulares da Seleção Bi-campeã 1958-62, no ataque do Botafogo.

Conhecido pela estrela de cinco pontas em seu distintivo, que lhe dá a alcunha de clube da Estrela Solitária, o Botafogo tem como suas cores oficiais o preto e o branco. Desde 2007, manda seus jogos de futebol no Estádio Nilton Santos. Um dos clubes mais populares do Brasil, tem como seus principais rivais o Flamengo, o Fluminense e o Vasco da Gama.
Foi indicado pela FIFA ao seleto grupo dos maiores clubes do século XX. Dentre seus principais títulos no futebol estão: 21 conquistas do Campeonato Carioca, 4 do Torneio Rio-São Paulo, 2 da Taça dos Campeões Estaduais Rio-São Paulo, 3 do Campeonato Brasileiro, 1 da Copa Conmebol e 1 da Copa Libertadores.
Além disso, o clube detém alguns dos principais recordes do futebol brasileiro, como o de maior número de partidas de invencibilidade: 52 jogos entre os anos de 1977 e 1978; o recorde de partidas invictas em jogos do Campeonato Brasileiro: 42, também entre 1977 e 1978; É um dos maiores recordistas numa mesma edição de Campeonato Brasileiro: 24 jogos invictos, em 1978. Tem também o maior número de jogadores cedidos à Seleção Brasileira para Copas do Mundo, o mais marcante sendo o Garrincha, jogador que defendeu o clube carioca de 1953 a 1965, e com a camisa amarela foi campeão das Copas do Mundo de 1958 e 1962. Ele venceu o Campeonato Carioca três vezes e foi campeão do Torneio Rio-São Paulo duas vezes, marcou 245 gols em 612 partidas, tornando-se um símbolo da história do clube.
O clube ainda é o responsável pela maior vitória já registrada no futebol brasileiro: 24–0 sobre o Sport Club Mangueira no Campeonato Carioca de 1909. Em 2024, tornou-se o terceiro time a conquistar o Brasileirão e a Copa Libertadores no mesmo ano, sucedendo o Santos (1962 e 1963) e o Flamengo (2019).

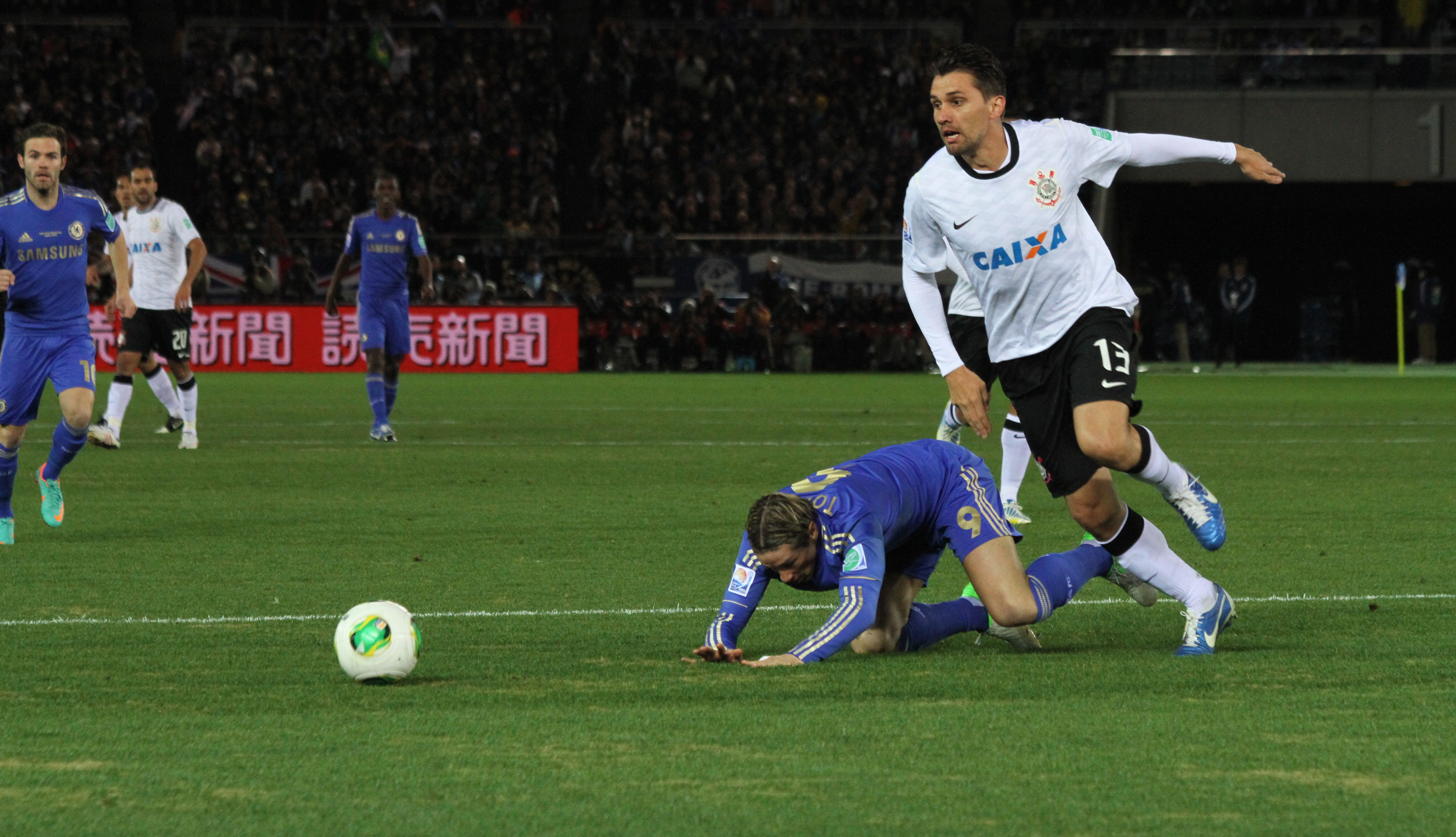
Final do Mundial de Clubes de 2012, contra o Chelsea.

### Corinthians
O Sport Club Corinthians Paulista foi fundado como uma equipe de futebol no dia 1 de setembro de 1910 por um grupo de operários do bairro Bom Retiro, na cidade de São Paulo. Seu nome foi inspirado no Corinthian FC de Londres, que excursionava pelo Brasil.
O clube é um dos mais bem sucedidos do Brasil e das Américas nos últimos anos. Sendo o terceiro maior campeão nacional, com onze conquistas, ficando atrás somente do Palmeiras e Flamengo. Até o momento, conquistou dois Mundiais de Clubes da FIFA, uma Copa Libertadores da América (de forma invicta), uma Recopa Sul-Americana, sete edições do Campeonato Brasileiro, três da Copa do Brasil, uma Supercopa do Brasil, cinco do Torneio Rio-São Paulo (recordista, ao lado de Palmeiras e Santos), duas da Taça dos Campeões Estaduais Rio–São Paulo, 30 do Campeonato Paulista (atual recordista) e uma Copa Bandeirantes (único vencedor).
Suas cores tradicionais são o branco e o preto. Desde 2014, manda suas partidas de futebol na Neo Química Arena, 
para cerca de 47.000 espectadores. Seus rivais históricos são o Palmeiras, com quem disputa o Derby Paulista; o São Paulo, com quem disputa o Majestoso; e o Santos, com quem disputa o Clássico Alvinegro. 
Sua torcida é conhecida como "Fiel" e seus torcedores são estimados em aproximadamente 30 milhões espalhados por todo o Brasil e pelo mundo, atrás nacionalmente somente do carioca Flamengo. A sua torcida é considerada também uma das maiores torcidas do mundo.

### Cruzeiro
O Cruzeiro Esporte Clube é uma associação poliesportiva brasileira, com sede em Belo Horizonte, Minas Gerais. Fundado em 1921 com o nome de Società Sportiva Palestra Italia, foi rebatizado para seu nome atual em 1942 - em referência ao Cruzeiro do Sul - por imposição do governo federal à época proibiu o uso no país de quaisquer símbolos de Alemanha, Itália e Japão, nações inimigas do Brasil no contexto da Segunda Guerra Mundial. Tem hoje a sexta maior torcida do país e a maior torcida do estado de Minas Gerais. Seu maior rival é o Atlético Mineiro, e em menor grau, há também a rivalidade com o América Mineiro.

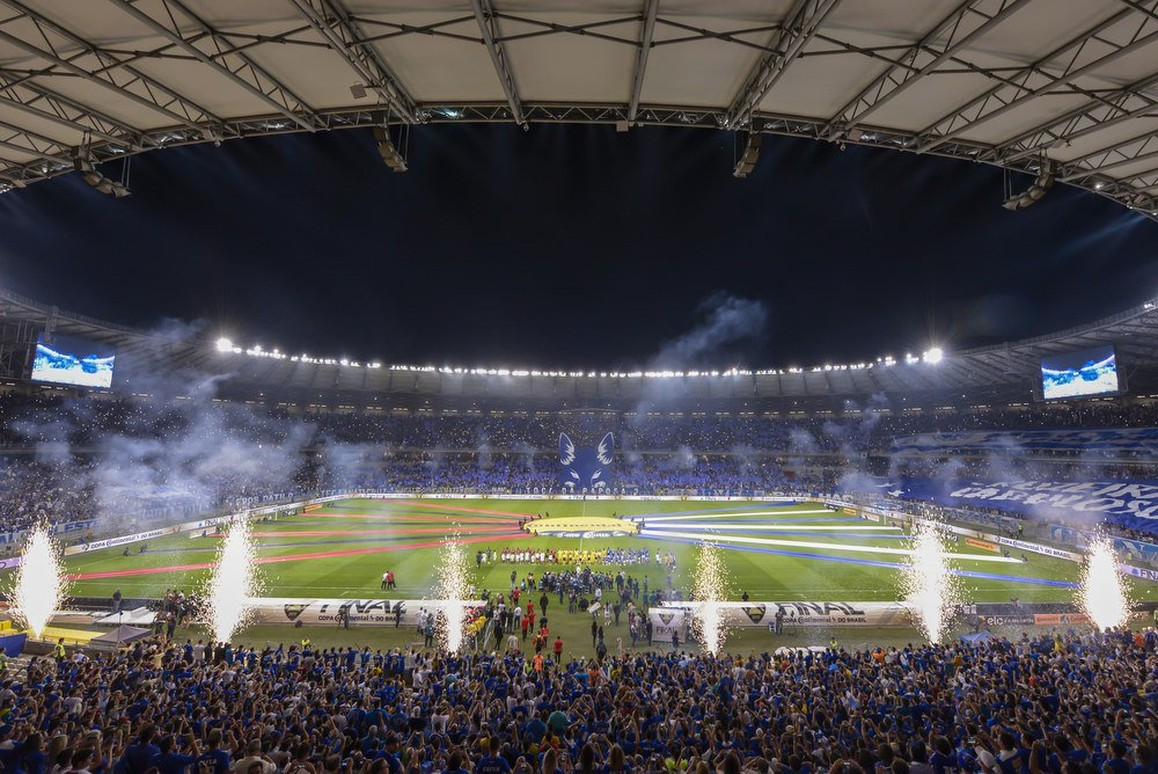
Final da Copa do Brasil de 2017, vencida pelo Cruzeiro no Estádio do Mineirão.

O Cruzeiro foi duas vezes vice-campeão da Copa Intercontinental e tem no seu currículo continental dois títulos da Copa Libertadores da América, dois da Supercopa da Libertadores, um da Recopa Sul-Americana, um da Copa de Ouro Nicolás Leoz e um da Copa Master da Supercopa. 
No âmbito nacional, o time celeste detém quatro conquistas no Campeonato Brasileiro e seis da Copa do Brasil (atual recordista), sendo o único bicampeão seguido da segunda competição nacional mais importante. Em âmbito regional, foi bicampeão da Copa Sul-Minas e campeão da Copa Centro-Oeste, e em âmbito estadual possui 54 conquistas, 38 do Campeonato Mineiro. Foi ainda a primeira equipe de Minas Gerais e do Brasil a conquistar a "tríplice coroa nacional", quando venceu o campeonato estadual, a Copa do Brasil e o Campeonato Brasileiro relativos à temporada de 2003.
O Cruzeiro até 2021 era o 3° clube brasileiro com o maior número de vitórias na Copa Libertadores da América, com 95 vitórias, e com 636 vitórias era o 2º clube com o maior número de vitórias na história do Campeonato Brasileiro de Futebol (soma dos campeonatos de 1937 e de 1959 a 2019).

### Flamengo
O Clube de Regatas do Flamengo é uma agremiação sediada na cidade do Rio de Janeiro, capital do estado de mesmo nome. Fundado no bairro do Flamengo, tornou-se um dos clubes mais bem-sucedidos e populares do futebol brasileiro. Tem como suas cores tradicionais o vermelho e o preto e como seus maiores rivais esportivos o Vasco da Gama, o Fluminense e o Botafogo.
Dentre suas maiores glórias no futebol, destacam-se as conquistas da Copa Intercontinental (único time carioca a ter conquistado um título de dimensão mundial reconhecido pela FIFA) e das Copas Libertadores da América de 1981, de 2019 e de 2022, além de uma Recopa Sul-Americana, uma Copa Mercosul e uma Copa de Ouro Nicolás Leoz, o que lhe confere a quinta posição no ranking de títulos internacionais de clubes brasileiros. Em se tratando de Copa Libertadores da América o Flamengo é o quinto com maior aproveitamento na competição, além de ser o clube com o melhor desempenho considerando apenas duelos entre equipes brasileiras até 2019. É o maior campeão brasileiro desta, ao lado de Grêmio, Palmeiras, Santos e São Paulo.

Pôster do Mundial de Clubes de 1981 com Zico em destaque.

Em relação às conquistas a nível nacional o Flamengo é, por decisão judicial, e em seguida, pela CBF, oficialmente detentor de sete títulos do Campeonato Brasileiro (1980, 1982, 1983, 1992, 2009, 2019 e 2020) — além da controversa Copa União de 1987 —, cinco títulos da Copa do Brasil, três Supercopas do Brasil e uma Copa dos Campeões. Estas quinze conquistas dão ao clube o segundo lugar no ranking de títulos nacionais, atrás apenas do Palmeiras. Com relação a nível regional e estadual, o clube conquistou um Torneio Rio-São Paulo, uma Taça dos Campeões Estaduais Rio–São Paulo, trinta e oito títulos do Campeonato Carioca, uma Copa Rio e vinte e três edições da Taça Guanabara. É o maior vencedor da principal competição estadual do Rio de Janeiro.
O Flamengo é o clube de futebol mais popular do Brasil, com uma torcida estimada em 40,4 milhões de torcedores espalhados por todas as regiões do Brasil. Um Fla-Flu detém o recorde mundial de público de partidas entre clubes: 194.603 espectadores, na final do Campeonato Carioca de 1963. Outro recorde mundial é o de número de gols: mais de 13.000, marca atingida em 2024.

### Fluminense

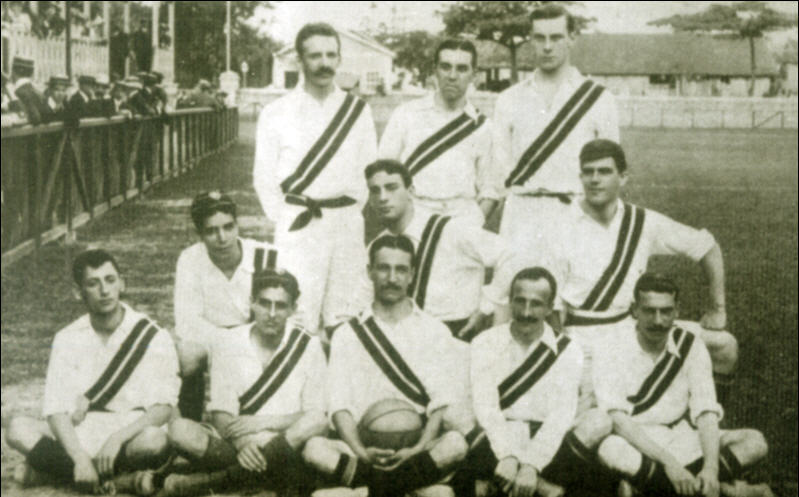
Fluminense campeão carioca de 1907.

O Fluminense Football Club é um clube sediado no bairro de Laranjeiras, Zona Sul da cidade do Rio de Janeiro, no Brasil, fundado em 21 de julho de 1902.
Um dos quatro grandes clubes do Rio de Janeiro, primeiro entre os doze grandes do futebol brasileiro a entrar em campo e a ostentar a palavra "futebol" no nome, o Fluminense é o clube que mais disputou campeonatos estaduais no Brasil, tendo sido a sua primeira participação em 1906, e a de 2025, a sua 120ª. Com 33 conquistas até 2024, foi o maior vencedor do Campeonato Carioca no século XX.
Foi o primeiro time a ser tetracampeão carioca, em 1906-07-08-09, tendo sido, ainda, três vezes tricampeão, em 1917-18-19, 1936-37-38 e 1983-84-85.

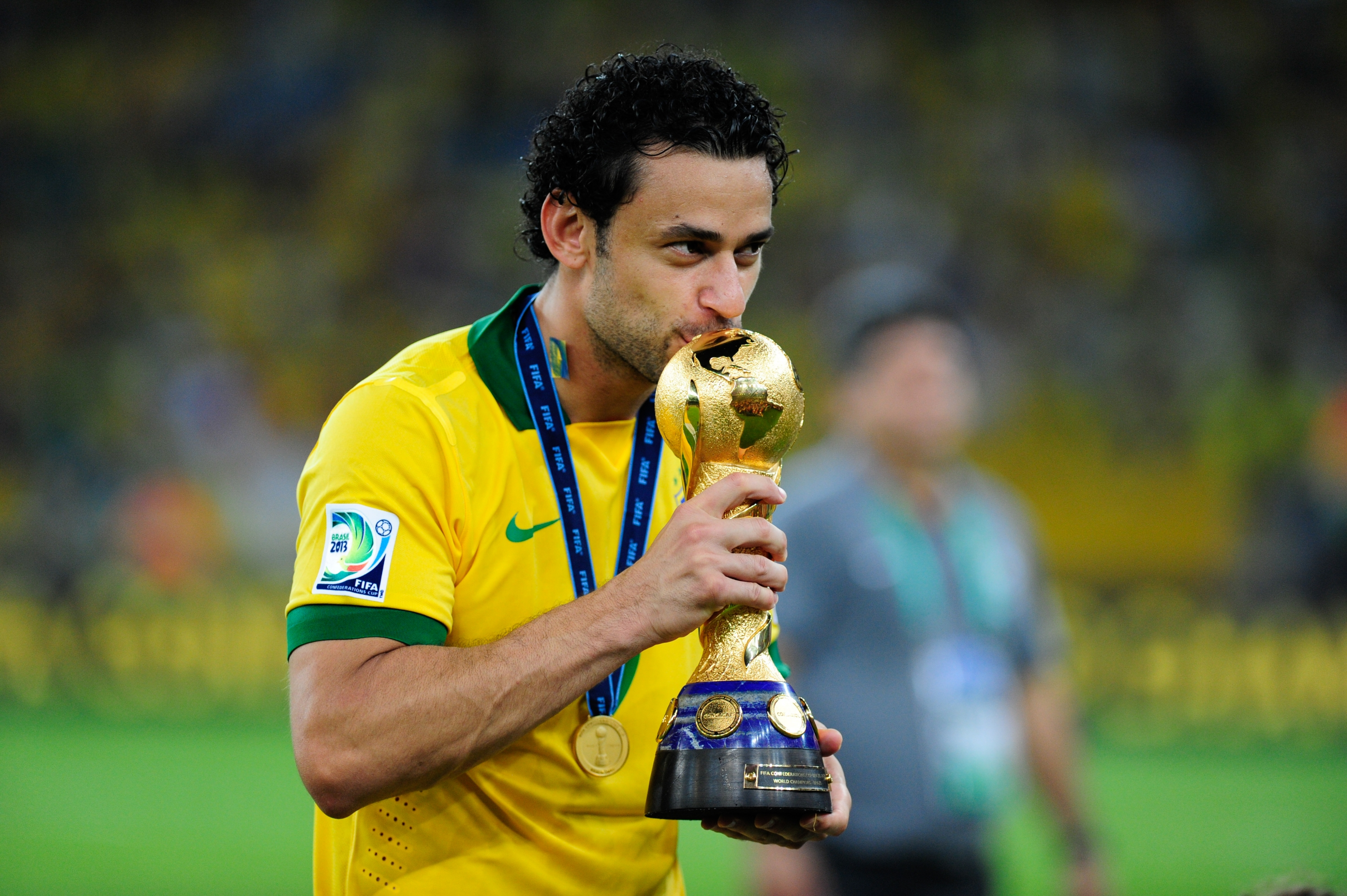
Fred, maior artilheiro do Campeonato Brasileiro na Era dos Pontos Corridos jogou pelo Fluminense.

Com os grandes títulos conquistados e a história construída desde a sua fundação, consolidou-se entre os 12 maiores de um país com dimensão continental, em que dezessete clubes foram campeões do campeonato nacional. Além de tetracampeão brasileiro, o Fluminense é o clube do Rio de Janeiro com mais presenças no G-4 do Brasileirão, assim como também acontece no G4 do Campeonato Carioca. Internacionalmente, conquistou de forma invicta a Copa Rio de 1952, competição interconfederacional oficial pela FIFA, foi campeão da Copa Libertadores da América de 2023, a principal competição continental, e da Recopa Sul-Americana de 2024, todas as conquistas ocorridas no Estádio do Maracanã. Também foi três vezes vice-campeão em competições internacionais oficiais: Copa Libertadores de 2008, Copa Sul-Americana de 2009 e Copa do Mundo de Clubes da FIFA de 2023, além de quarto colocado na Copa do Mundo de Clubes da FIFA de 2025 entre 32 clubes de todos os continentes, a melhor colocação de um clube não europeu na competição.
Foi duas vezes campeão brasileiro no século XX: 1970 e 1984. Este primeiro campeonato contou com todos os campeões mundiais da Copa de 1970. Nacionalmente, no século XXI conquistou dois campeonatos brasileiros, uma Copa do Brasil e uma Primeira Liga.
Tendo um campo de jogo desde 1904, construiu no mesmo lugar o primeiro estádio, estrutura de cimento, da América Latina. A partir de 1919, este abrigou os grandes jogos do futebol carioca e da Seleção Brasileira em seus primórdios. Em 1949, foi agraciado Comitê Olímpico Internacional com a Taça Olímpica, por ser então modelo de organização nos Esportes Olímpicos, ano no qual foi apontado pelo presidente da FIFA, Jules Rimet, como "a organização esportiva mais perfeita do mundo".  Mais recentemente a FIFA, através de seu presidente Joseph Blatter, reconheceu sua importância e pioneirismo, quando do aniversário de 112 anos da instituição.
Um Fla-Flu, o Clássico das Multidões, disputado contra o Flamengo, detém o recorde mundial de público de partidas entre clubes: 194.603 espectadores na final do Campeonato Carioca de 1963. Com o Vasco da Gama, disputa o Clássico dos Gigantes, único clássico carioca travado na Copa Libertadores e que fez a final do Campeonato Brasileiro de 1984. Contra o Botafogo, disputa o Clássico Vovô, o mais antigo do Brasil envolvendo dois clubes grandes.
O Fluminense é um dos clubes mais populares do Brasil, estando entre as 12 maiores torcidas. Possui uma torcida estimada de 7.2 milhões de torcedores espalhados pelo país.

### Grêmio

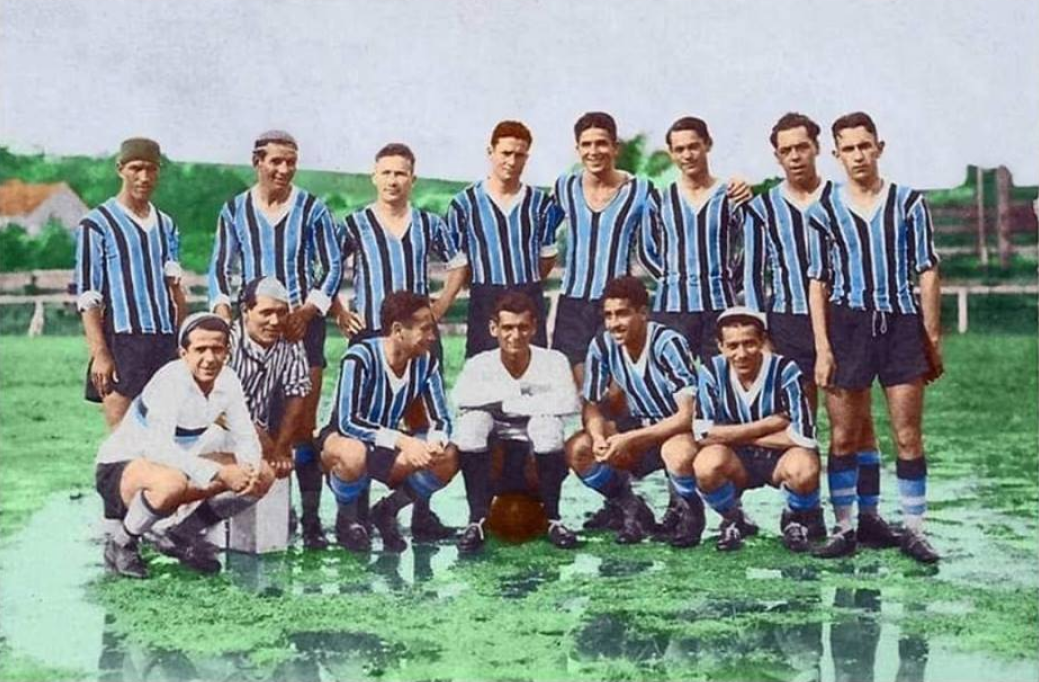
Equipe do Grêmio que conquistou o título do Campeonato Gaúcho de 1932.

O Grêmio Foot-Ball Porto Alegrense é um clube de futebol brasileiro da cidade de Porto Alegre, no Rio Grande do Sul, fundado em 15 de setembro de 1903 por Candido Dias da Silva. Suas cores são azul, preto e branco.
Já foi campeão da Copa Libertadores da América em três ocasiões e vice em duas outras oportunidades. É o clube brasileiro com mais conquistas nesta competição, ao lado dos paulistas Palmeiras, São Paulo e Santos, além do Flamengo do Rio de Janeiro. Foi o primeiro clube fora da região Sudeste a conquistar títulos de dimensão continental e mundial, quando campeão da Copa Libertadores da América de 1983 e da Copa Intercontinental do mesmo ano. Também é bicampeão da Recopa Sul-Americana, tendo conquistado este torneio nas duas vezes em que o disputou. Conquistou ainda dois Campeonatos Brasileiros da Série A, um Campeonato Brasileiro da Série B, cinco Copas do Brasil e uma Supercopa do Brasil, além de uma Copa Sul e um Campeonato Sul-Brasileiro. No âmbito estadual, já foi campeão quarenta vezes do Campeonato Gaúcho, duas vezes da Recopa Gaúcha e uma vez da Copa FGF.
O Grêmio é um dos clubes de futebol mais populares do Brasil, com uma torcida estimada em mais de oito milhões de pessoas no país,  a maior torcida da Região Sul do Brasil. Conforme pesquisa por amostra realizada pelo Datafolha em agosto de 2019, 4% da população brasileira torce para o Grêmio, que tem a quinta maior torcida do país, empatado com Vasco e Cruzeiro. De acordo com pesquisa realizada em 2021 pela empresa DataTempo, o clube possui quase o dobro de torcedores que seu rival, o Internacional. Seu quadro social, em junho de 2020, era formado por 85 mil contribuintes adimplentes.
Seu estádio é a Arena do Grêmio, para 55.662 torcedores, inaugurada em dezembro de 2012. Antes, o clube teve os estádios da Baixada (de 1904 a 1954) e Olímpico, inaugurado em 1954 e rebatizado em 1980, após ampliação, como Olímpico Monumental.

### Internacional

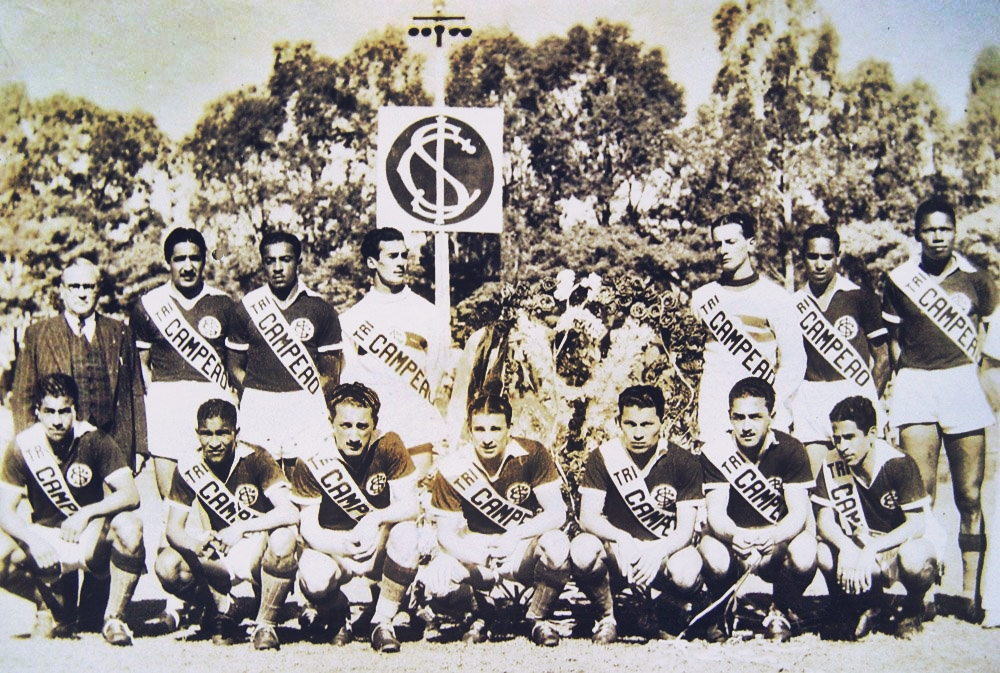
"Rolo Compressor" em 1942, elenco que conquistaria oito estaduais entre 1940 e 1948.

O Sport Club Internacional é um clube com sede na cidade de Porto Alegre, capital do Rio Grande do Sul. Foi fundado em 4 de abril de 1909, pelos irmãos Poppe, com o objetivo de ser uma instituição democrática e sem preconceitos. Tem como suas cores o vermelho e o branco e seus torcedores são conhecidos como colorados, nutrindo rivalidade contra outro clube local, o Grêmio.
No futebol, é um dos clubes mais vitoriosos do Brasil e das Américas, sendo o terceiro maior campeão internacional do país, com sete conquistas oficiais, superado somente por Santos e São Paulo. Suas maiores conquistas foram as do Mundial de Clubes da FIFA, em 2006, e os dois títulos da Copa Libertadores da América, em 2006 e 2010, além de uma Copa Sul-Americana, de forma invicta, em 2008, dois títulos da Recopa Sul-Americana, em 2007 e 2011, e uma Levain Cup/CONMEBOL, em 2009.
Em relação às conquistas em nível nacional, o Internacional é detentor de três títulos do Campeonato Brasileiro (1975, 1976 e 1979), sendo o terceiro de forma invicta, além de uma Copa do Brasil e um do Torneio Heleno Nunes, esse extemporâneo e promovido pela Federação Paulista de Futebol. tendo contado com o apoio financeiro da Confederação Brasileira de Futebol (CBF) aos clubes convidados. Esta também ofereceu o troféu do torneio. É o primeiro clube da Região Sul a conquistar títulos nacionais e a disputar uma final de Copa Libertadores. O Internacional ainda é o maior vencedor do Campeonato Gaúcho, tendo conquistado quarenta cinco vezes a competição, e detém o recorde de maior número de conquistas consecutivas: oito vezes, entre 1969 e 1976.
Desde 1969, manda suas partidas de futebol no estádio Beira-Rio, de propriedade do clube, com capacidade para mais de 50.000 torcedores. O local passou por uma ampla reforma entre 2010 e 2014 para poder sediar partidas da Copa do Mundo de 2014. O Internacional tem uma torcida estimada em 6,4 milhões de torcedores espalhados pelo país. É o clube pioneiro do país no programa sócio-torcedor, lançado em 2003. Em 2020, contava com mais de cento e vinte mil associados.

### Palmeiras
A Sociedade Esportiva Palmeiras é um clube da cidade de São Paulo, capital do estado homônimo, que disputa as suas partidas no moderno Allianz Parque, para cerca de 43.000 pessoas. Foi fundado em 26 de agosto de 1914 e suas cores, presentes no escudo e bandeira oficial, são o verde e branco. O vermelho, presente desde sua fundação em 1914, foi excluído durante a Segunda Guerra Mundial, por pressão do governo nacional, na mesma reunião que formalizou a mudança de nome de Palestra Itália para Palmeiras.

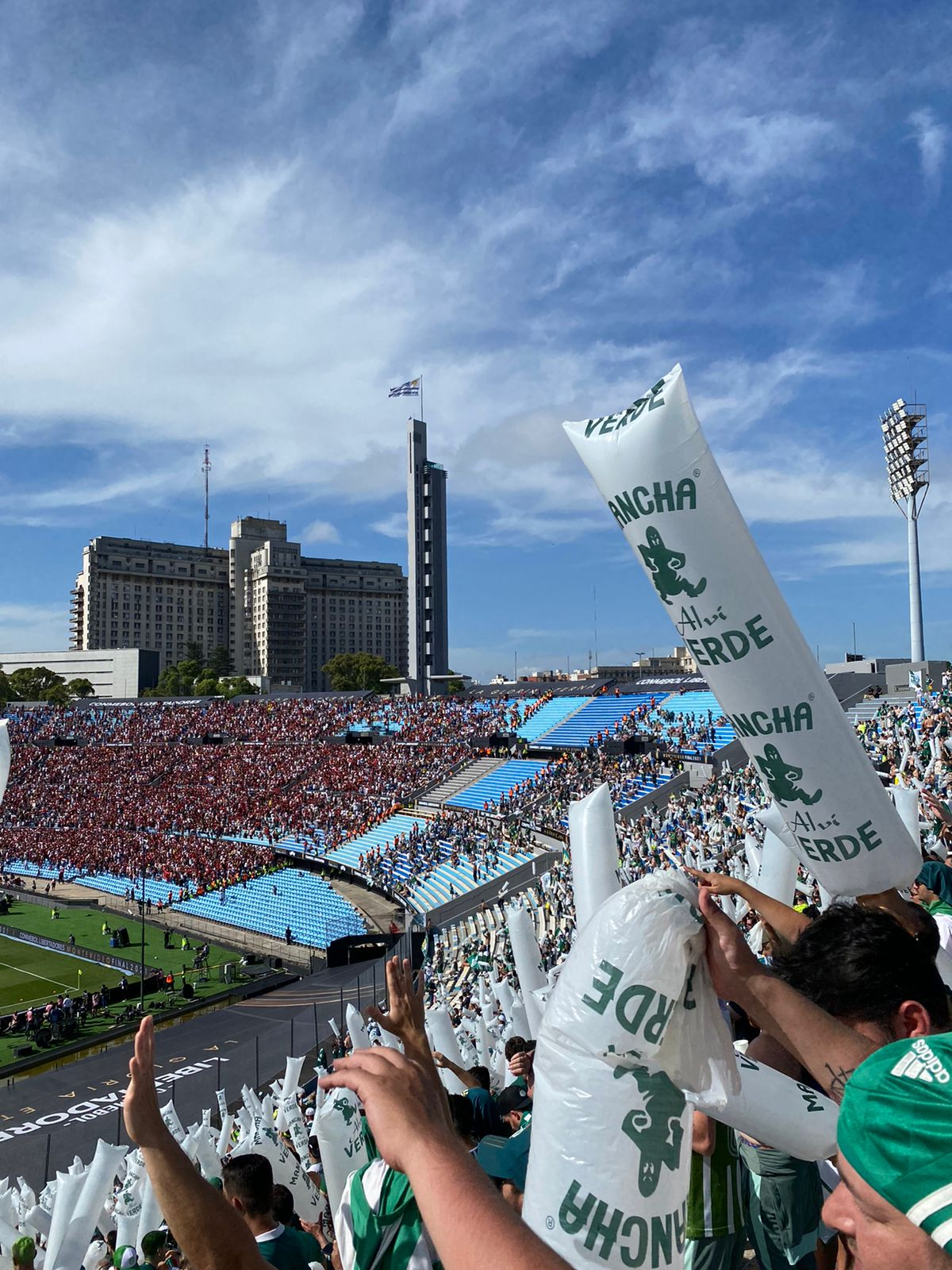
Torcidas de Palmeiras e Flamengo durante a final da Libertadores de 2021.

Seus títulos mais importantes conquistados no futebol são as Copas Libertadores da América de 1999, 2020 e de 2021 (recordista brasileiro ao lado de Flamengo, Grêmio, Santos, São Paulo), e a Copa Rio de 1951, considerado na época como um Mundial de Clubes de futebol. Esta foi reconhecida como tal pela FIFA, por meio do presidente da entidade, Joseph Blatter, em agosto de 2014, após uma decisão do Comitê Executivo da FIFA, de 7 de junho. Documento foi encaminhado ao Ministério do Esporte do Brasil, em novembro do mesmo ano, expressando o reconhecimento da FIFA. A entidade não unificou a competição com o próprio torneio da FIFA, assim como ocorreria em 2017, quando reconheceu os vencedores da Copa Intercontinental como campeões mundiais, mas igualmente sem unificar. Ainda em nível internacional, venceu a Copa Mercosul de 1998 e a Recopa Sul-Americana de 2022.
O Palmeiras é a equipe brasileira com o maior número de títulos de abrangência nacional conquistados, obtendo a maioria das competições oficiais que disputou criadas no País. O alviverde possui 18 conquistas deste porte, com destaque maior para seus 12 títulos do Campeonato Brasileiro (atual recordista). Além destes campeonatos, o Palmeiras venceu as Copas do Brasil de 1998, 2012, 2015 e 2020, a Copa dos Campeões de 2000 e a Supercopa do Brasil de 2023.
No Estado de São Paulo, o Palmeiras também é um dos principais vencedores, com 23 conquistas do Campeonato Paulista de Futebol e mais dois títulos extra da mesma competição, tendo como rivais estaduais Corinthians, São Paulo e Santos. Em 1996, o alviverde conquistou o estadual daquele ano com a melhor campanha de uma equipe na era profissional neste campeonato. Na ocasião, foi campeão com 83 pontos ganhos em 90 possíveis, com um índice de aproveitamento de 92,2% dos pontos disputados e 102 gols marcados em 30 jogos realizados.

### Santos
O Santos Futebol Clube, sediado na cidade de Santos, São Paulo, foi fundado em 14 de abril de 1912. Suas cores iniciais seriam o branco, azul e dourado, mas um ano após a sua fundação, ficou decidido que as cores do clube passariam a ser branco e preto. Manda as suas partidas no Estádio Urbano Caldeira, mais conhecido como Vila Belmiro. Seus maiores rivais no futebol são o Palmeiras, com quem disputa o Clássico da Saudade, o Corinthians, com quem disputa o Clássico Alvinegro, e o São Paulo, com quem disputa o clássico San-São.
O Santos tornou-se no futebol um dos clubes mais bem-sucedidos do Brasil e reconhecidos mundialmente. Ficou famoso na década de 1960 pelos vários títulos internacionais e nacionais conquistados e por ter revelado Pelé, considerado por muitos como o maior jogador da história do esporte, e segundo a FIFA, o melhor jogador do século XX, além disso, também tem o marco de maior artilheiro da história do Santos e da Seleção Brasileira. Abaixo de Pelé com 77 gols pela seleção em jogos oficiais, está também outro jogador revelado pelo clube, Neymar.

Equipes do Santos e Benfica antes do Mundial de 1962.

Ao longo de sua história, o Santos conquistou um grande número de títulos internacionais, com destaque para as Copas Intercontinentais de 1962 e 1963 (primeiro time brasileiro a ser campeão mundial), as Copas Libertadores de 1962, 1963 e 2011 (recordista brasileiro ao lado de Flamengo, Grêmio, Palmeiras e São Paulo), a Recopa dos Campeões Intercontinentais de 1968, a Supercopa Sul-Americana dos Campeões Intercontinentais de 1968, a Copa Conmebol de 1998 e a Recopa Sul-Americana de 2012.
No cenário nacional é octacampeão brasileiro. Ainda no âmbito nacional, o clube possui uma Copa do Brasil, vencida em 2010, totalizando nove conquistas nacionais. Outros títulos importantes incluem 5 conquistas do Torneio Rio-São Paulo (recordista ao lado de Corinthians e Palmeiras), 22 do Campeonato Paulista de Futebol e a Copa Paulista de 2004. Na somatória de títulos oficiais de abrangência internacional e nacional, o clube possui 17 conquistas. Ao todo, somando competições oficiais, amistosas e outras taças, o clube possui 305 títulos. O Santos, junto com Palmeiras, Cruzeiro e Internacional, foi um dos únicos a vencer o Campeonato Brasileiro de forma invicta, em 1963, 1964 e 1965.
O Santos foi eleito pela FIFA em 2000 o quinto maior clube de futebol do Século XX, sendo o melhor clube das Américas na lista. O Santos também é o clube brasileiro que mais enfrentou estrangeiros na história. É também o único clube brasileiro a ser campeão estadual, nacional, continental e mundial no mesmo ano, em 1962.

### São Paulo

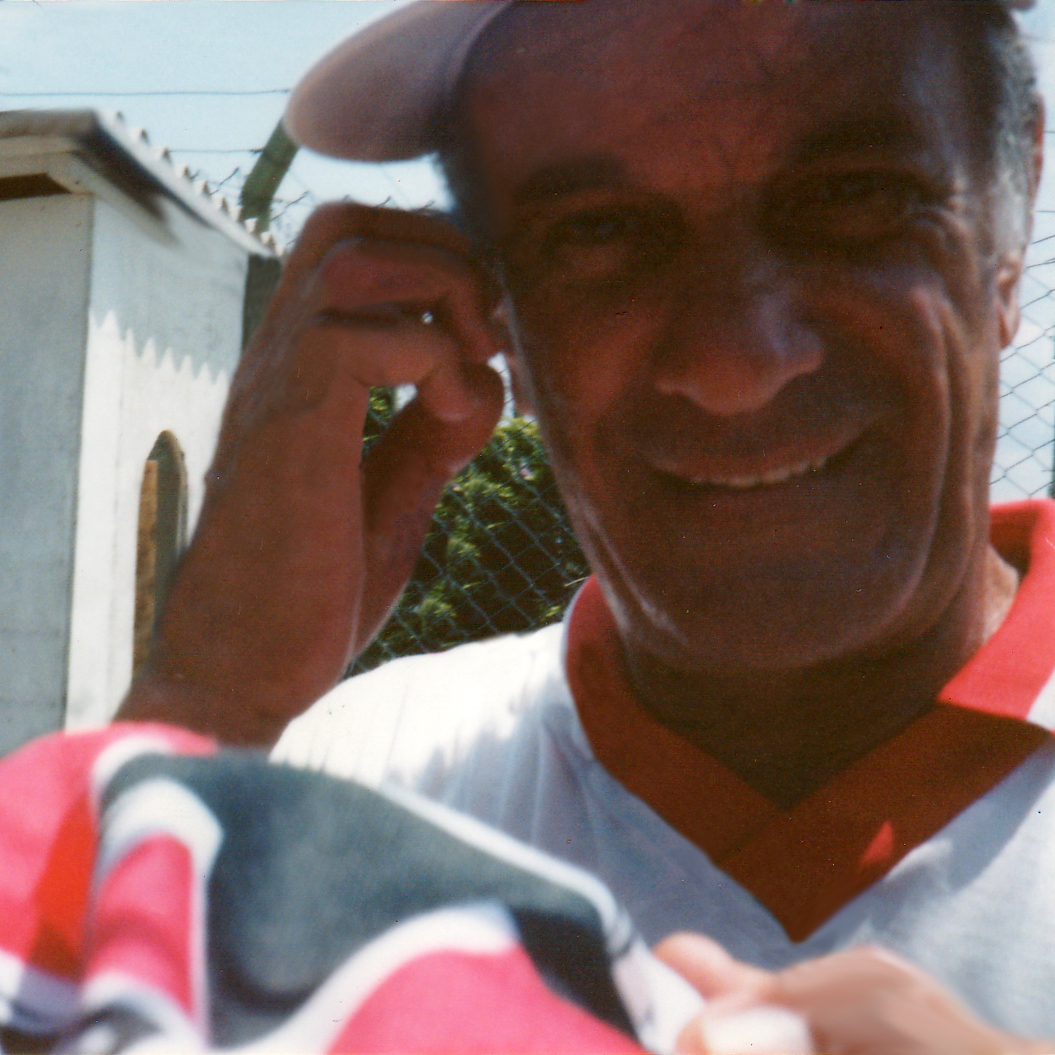
Telê Santana, técnico campeão nacional, bicampeão estadual, bicampeão continental e bicampeão mundial pela equipe tricolor.

O São Paulo Futebol Clube é um clube poliesportivo brasileiro da cidade de São Paulo, capital do estado homônimo. Foi fundado em 25 de janeiro de 1930, tendo interrompido suas atividades em maio de 1935, e as retomado em dezembro do mesmo ano. É proprietário do Estádio do Morumbi, o maior estádio particular do Brasil, para cerca de 72.000 espectadores.
Quanto a títulos internacionais, o São Paulo, com 12 conquistas, é o terceiro clube da América do Sul com o maior número de troféus, ficando atrás somente de Boca Juniors e Independiente. Foi campeão de: duas Copas Intercontinentais, uma Copa do Mundo de Clubes da FIFA (único brasileiro tricampeão mundial), três Copas Libertadores da América (primeiro time brasileiro a atingir esta marca; atualmente, o recorde nacional é compartilhado com Flamengo, Palmeiras, Santos e Grêmio), uma Copa Sul-Americana, uma Supercopa Libertadores, uma Copa CONMEBOL, duas Recopas Sul-Americana e uma Copa Master da CONMEBOL.
Em nível nacional, foi campeão das três competições atuais: seis Campeonatos Brasileiros (foi tricampeão consecutivo: 2006-07-08), uma Copa do Brasil e uma Supercopa do Brasil. Estadualmente, venceu 22 Campeonatos Paulistas.
Nos rankings de âmbito nacional, o São Paulo figura em oitavo lugar no Ranking da CBF, que mede apenas o desempenho nos últimos cinco anos. Já pelas classificações da revista Placar e do jornal Folha de S.Paulo, o clube figura em quarto e terceiro, respectivamente. Entre as demais agremiações do mundo, o Tricolor do Morumbi ocupa a oitava colocação de acordo com a Folha de S.Paulo. Já para a IFFHS, órgão de estatística reconhecido pela FIFA e que produz anualmente um ranking de clubes, o Tricolor Paulista é o 44º melhor clube atualmente. A mesma IFFHS elegeu o São Paulo como o melhor time brasileiro da década de 2001–2010, e o segundo na América do Sul, atrás apenas do Boca Juniors, da Argentina. O São Paulo também é um dos dois clubes do chamado G-12 que nunca foram rebaixados para a segunda divisão no Campeonato Brasileiro, tendo como rivais estaduais Corinthians, Palmeiras e Santos.

### Vasco da Gama
O Club de Regatas Vasco da Gama é uma entidade brasileira com sede na cidade do Rio de Janeiro, fundada em 21 de agosto de 1898 por um grupo de remadores. Inspirados nas celebrações do quarto centenário da descoberta do caminho marítimo para as Índias, ocorrida em 1498, batizaram a nova agremiação com o nome do navegador português que alcançou tal feito, o almirante Vasco da Gama.
Foi o primeiro clubes esportivo do Brasil a ter elegido um presidente "não branco": em 1904, numa época em que o racismo contra negros era prática comum no esporte, os vascaínos tiveram a honra de conduzir o mulato Cândido José de Araújo ao degrau mais alto do clube.
O cruz-maltino é bicampeão em torneios intercontinentais de futebol. Em 1953, o Vasco venceu o Torneio Octogonal Rivadávia Corrêa Meyer, competição oficial da CBD, organizada com o apoio do dirigente da FIFA, Ottorino Barassi. Esta competição foi apontada como sucessora da Copa Rio (internacional),[carece de fontes?] recebendo este tratamento na Europa. Também foi almejada pelos outros 3 grandes clubes cariocas. No Torneio de Paris de 1957, o Vasco entrou para a História como o primeiro e único clube não europeu a derrotar um campeão da Copa dos Campeões da UEFA desde o primeiro título desta competição europeia (vencido pelo Real Madrid em 13 de junho de 1956) até a 1ª disputa da Copa Intercontinental (em 3 de julho de 1960). A final do Torneio de Paris de 1957 foi considerada pela imprensa francesa como a final entre o campeão europeu e a equipe considerada a melhor da América do Sul, em uma apresentação que encantou o público e a imprensa francesa, prestigiando o Vasco e o futebol brasileiro frente ao público europeu e mundial.
Foi o primeiro clube carioca bicampeão sul-americano. Em 1948, venceu a única competição reconhecida pela CONMEBOL como precursora da Copa Libertadores da América, o Campeonato Sul-Americano de Campeões. O Vasco participou da Supercopa dos Campeões da Libertadores de 1997 (competição reservada aos campeões da Libertadores) em função deste título. 50 anos depois, venceu a Copa Libertadores da América de 1998 (conquistada no ano do centenário). O Vasco venceria ainda a Copa Mercosul, em 2000, marcada pela vitória por 4 a 3 sobre o Palmeiras na final.
Em títulos nacionais, o Vasco conquistou quatro edições do Campeonato Brasileiro, em 1974, 1989, 1997 e 2000, e uma da Copa do Brasil, em 2011. Dentre seus títulos interestaduais destacam-se: três Torneio Rio–São Paulo, um Torneio João Havelange e uma Taça dos Campeões Estaduais Rio–São Paulo. Em nível estadual, venceu 24 edições do Campeonato Carioca e duas da Copa Rio, além dos torneios Municipal, Extra, Início e Relâmpago.
O Vasco da Gama ainda tem, dentre o seu plantel de ídolos, alguns dos maiores artilheiros do Campeonato Brasileiro. Roberto Dinamite, o maior, possui a marca de 190 gols. Destaques também para Romário e Edmundo, com 154 e 153 gols, respectivamente. O primeiro grande ídolo do clube foi o atacante Ademir de Menezes, que liderou o memorável "Expresso da Vitória", tornando-se o maior artilheiro do Vasco, com 301 gols marcados, número só superado décadas mais tarde.

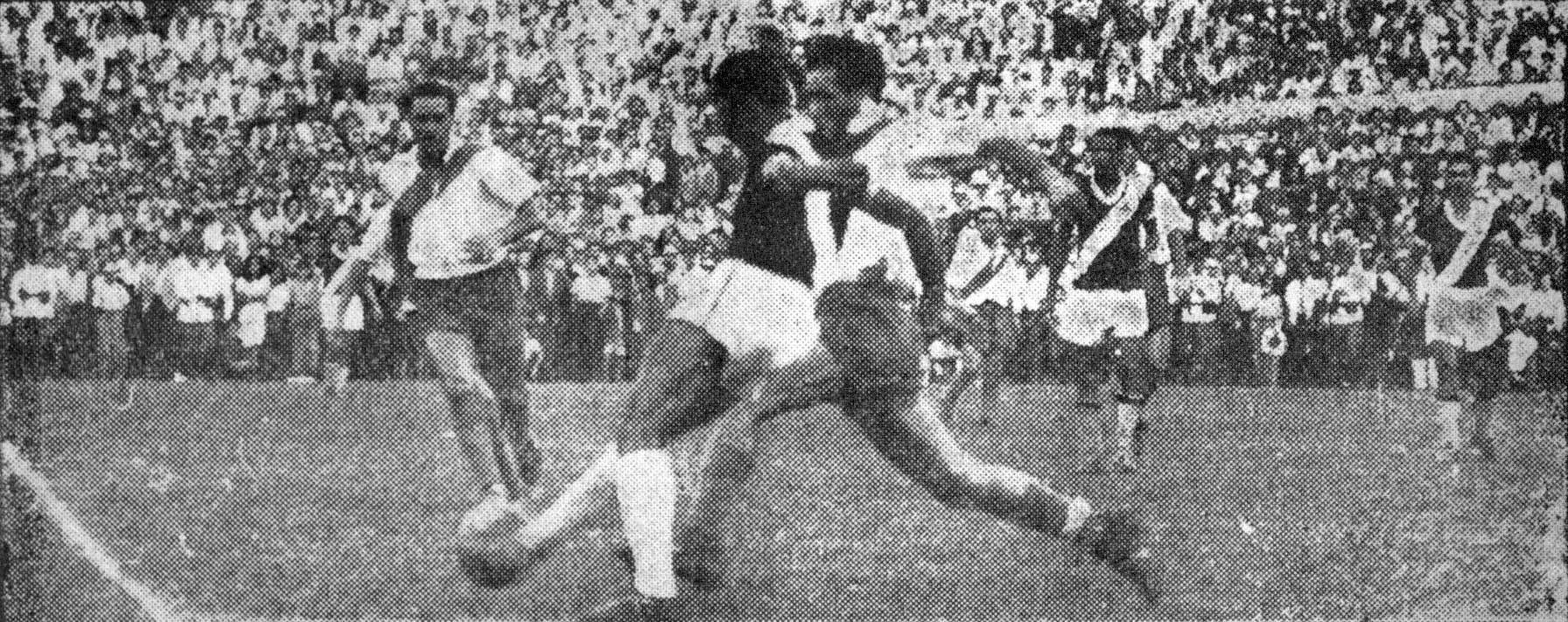
"Expresso da Vitória" contra o River Plate no Campeonato Sul-Americano de 1948.

## Ranqueamento do Campeonato Brasileiro
Listas de ranqueamento de desempenho no Campeonato Brasileiro Série A, campeonato no qual os clubes brasileiros se enfrentam regularmente desde 1959.

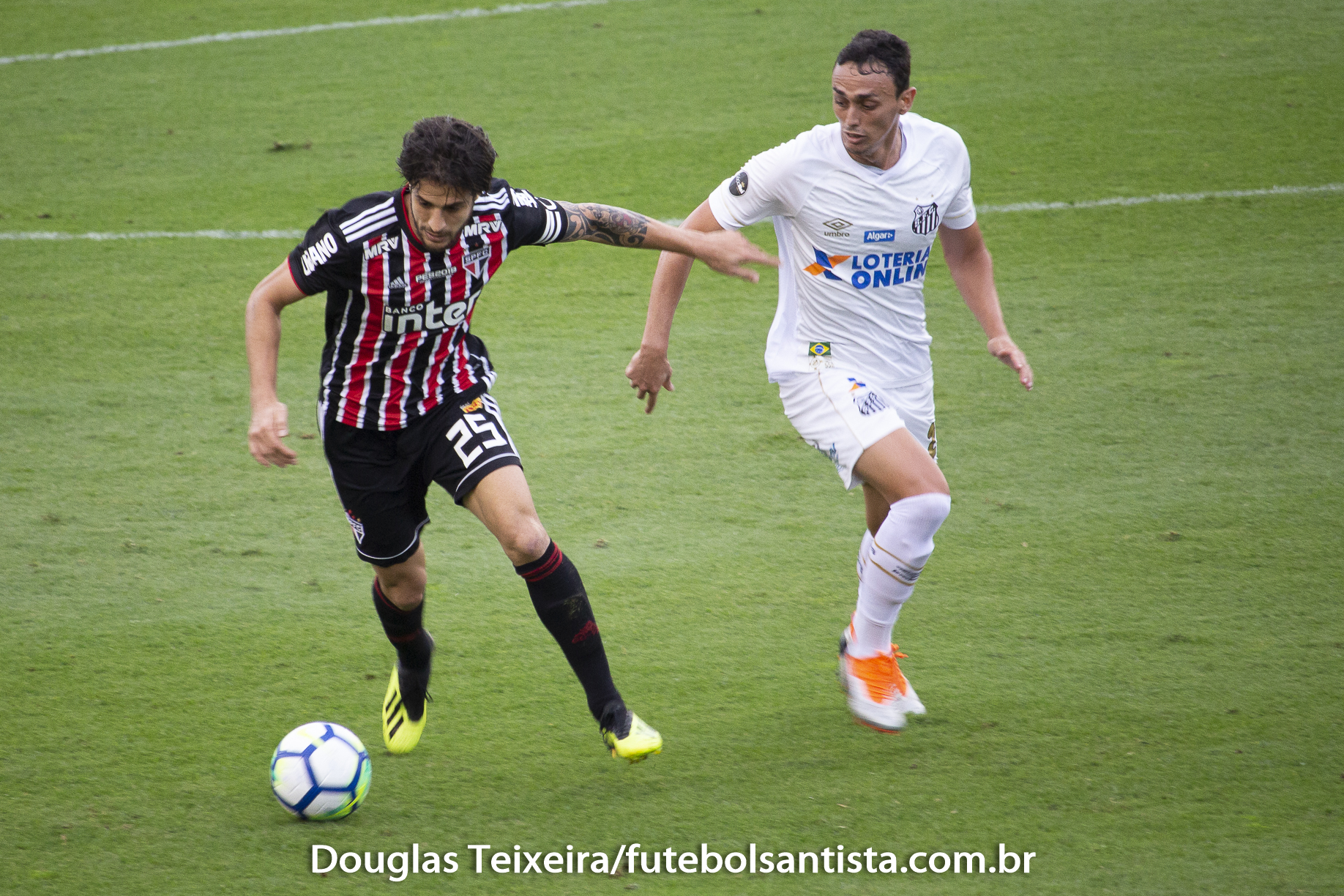
São Paulo e Santos, os dois maiores pontuadores da história do Campeonato Brasileiro.

Os clubes do G-12 são também os doze primeiros colocados no somatório de pontos do Campeonato Brasileiro, onde os clubes brasileiros medem as suas forças, com alguma folga. O Athletico Paranaense aparece em décimo terceiro.
A partir de 2003, o início da Era dos Pontos Corridos, quando todos jogam contra todos em turno e returno, podendo ser entendida como a realidade desse século, não há grandes mudanças, exceto a inclusão do Athletico Paranaense em décimo primeiro lugar, entre os doze. Entre os vinte mais bem colocados, há a inclusão de Figueirense e Ponte Preta e a exclusão de Guarani e Portuguesa em relação ao período total, mantendo-se os outros clubes, o Goiás, décimo quarto nas duas listas, o Coritiba, décimo quinto nas duas listas, e os nordestinos Bahia, Sport e Vitória, esses três, não necessariamente nessa ordem:
Nas diversas estatísticas de desempenho, para além dos títulos de campeão ou pontuação, igualmente os clubes do G-12 se destacam em relação à quantidade de temporadas entre os quatro primeiros, aos clubes com mais de mil gols, aos clubes com mais de mil partidas e aos clubes com mais de quinhentas vitórias.

## Comparação com outros clubes destacados
A validade do conceito de G-12 é frequentemente tema de debate. As vezes, é retratado como uma construção rígida que exclui equipes que merecem um lugar nesse grupo. Outras vezes, é lido como uma definição desatualizada, que equaliza times em diferentes posições no futebol atual.

### Comparação com o Bahia e o Sport

Bahia, campeão brasileiro de 1959.

O Esporte Clube Bahia é de Salvador e um dos dois principais clubes do futebol baiano (o outro é o Esporte Clube Vitória). É o único clube não pertencente ao G-12 a ter dois títulos de campeão no Brasileirão, empatado com o Grêmio, vencendo o Santos de Pelé na final da edição de 1959 e com isso se habilitando como o primeiro representante do Brasil na Copa Libertadores da América, ostentando também dois vice-campeonatos brasileiros, em 1961 e 1963, chegando ao segundo título de campeão em 1988. Seus dirigentes e torcedores historicamente rivalizam com os do Botafogo, não admitindo menor tratamento e estariam à frente de outros dos clubes de fora do G-12 em número de torcedores conforme algumas pesquisas. É, de fato, um dos membros fundadores do Clube dos 13 (C13), oficialmente União dos Grandes Clubes do Futebol Brasileiro, ao lado dos clubes do G-12. No entanto, suas campanhas no Brasileirão geralmente não são impressionantes desde os meados anos 1990; o clube passou boa parte dos anos 2000 fora da primeira divisão.
Em alguns rankings de performance histórica, com peso subjetivo para os títulos, o Bahia aparecia até 
2023 em décimo segundo lugar, à frente do Botafogo, como acontece no caso do Ranking Placar, o mais antigo do Brasil; já no Ranking Folha é o décimo terceiro, geralmente se colocando nos rankings históricos como clube mais próximo dos doze grandes ou entre eles. O Bahia é o décimo terceiro clube com mais participações no Campeonato Brasileiro Série A desde 1937, sendo a edição de 2025 a sua 52ª, quatro a menos do que o Vasco, o décimo segundo da lista, e seis à frente do Athletico Paranaense com 46, o décimo quarto, sendo também o 13° clube com mais classificações entre os quatro primeiros colocados nessa competição.
Em 12 de março de 2024 o Bahia marcou o gol 10.000 de sua História, o 14º clube do Brasil a atingir essa marca, além dos doze grandes e do Bahia, apenas o Santa Cruz marcou pelo menos 10.000 gols em sua trajetória até essa data.
Dentre os clubes fundadores do C13 foi o que teve mais rebaixamentos da A para a B no campeonato nacional, em empate com o Vasco da Gama: 4 vezes.
O Bahia foi rebaixado para o Campeonato Brasileiro Série B pela primeira vez em 1997, e não conseguiu acesso à Série A em 1998 e 1999. Porém, após a renúncia da CBF em gerir a edição de 2000 do Brasileirão, foi criada a Copa João Havelange, pelo Clube dos 13, e o tricolor baiano jogou no principal nível nacional, que na ocasião correspondia ao Módulo Azul. O Bahia foi novamente rebaixado para a Série B em 2003 e para a Série C em 2005, o ponto mais baixo da história do clube. A agremiação conseguiu subir para a Série B em 2007. Em 2010, foi promovido pela primeira vez para a Série A. Quatro anos depois, caiu na Série A de 2014, retornando na edição de 2017. Em 2021, sofreu descenso novamente, e voltou à A em 2023. Ao todo, jogou 10 edições de Série B e duas de Série C.
O clube historicamente ficou atrás dos outros doze clubes em ativos financeiros, tendo tido por isso menos recursos para investir. Foi transformado em SAF e adquirido pelo City Football Group, em 2022, visando elevar-se financeiramente.
Logo depois do Bahia, em 14ºlugar no Ranking Placar, o Sport Club do Recife tornou-se o segundo time nordestino a ser campeão brasileiro, feito atingido na edição de 1987. Em 2008, o primeiro vice-campeão da Copa do Brasil (em 1989) entrou na lista de campeões desta, sendo o único do Nordeste a ter este mérito. É um dos 13 que ganharam as duas grandes competições nacionais, junto com o Athletico-PR e onze times do G-12 (a exceção é o Botafogo). Apenas o G-12, Athletico, Bahia e Sport ganharam mais de um título nacional. O Leão tinha a pior situação financeira da Série A 2020. O time sofreu 6 rebaixamentos da A para a B.

### Comparação com o Athletico e o Coritiba

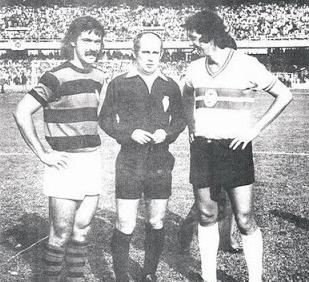
Partida entre Athletico-PR e Coritiba em 1972.

De Curitiba, os dois maiores vencedores entre os clubes da cidade e do Estado do Paraná são o Coritiba Foot Ball Club e o Club Athletico Paranaense, maiores vencedores do Campeonato Paranaense. Ambos clubes fazem parte dos 16 times das Séries A e B que nunca jogaram a Série C. 
O Athletico Paranaense é frequentemente considerado um dos clubes mais bem administrados do Brasil, com uma das melhores estruturas e com resultados financeiros que rivalizam com os do G-12. O clube venceu o Brasileirão uma vez, em 2001, e suas melhores campanhas na Copa Libertadores, a principal competição continental, foram os vice-campeonatos nas edições de 2005 e em 2022. É o 13° colocado no Ranking Histórico de Pontos do Campeonato Brasileiro, desde 1937, e o décimo na Era dos Pontos Corridos, desde 2003. No entanto, o clube tem um histórico pouco significante antes da década de 1980 no Brasileirão, não tendo sido campeão nacional (em competição de primeiro nível) ou internacional durante o século XX. Sua base de fãs é menor em comparação aos clubes do G-12, apesar de possuir a maior torcida do Paraná.
Com duas conquistas da Copa Sul-Americana (2018 e 2021), uma Copa do Brasil (2019) e uma Levain Cup-Sudamericana (2019), em 4 anos, foi ratificada a controvérsia sobre o "furo" do G12 pelo Athletico. Tais conquistas nunca foram vencidas por outros clubes do Paraná, e no caso da Sul-Americana, o CAP é o único brasileiro bicampeão. Segundo Leonardo Bertozzi, "não se pode olhar para o Athletico-PR como se fosse uma equipe fora do patamar dos times que estão nesse bloco", chamando atenção para o caráter geográfico da divisão dos "doze grandes", que teria sido feita segundo um contexto de maior força de outros certames estaduais e regionais, o que causaria distorções. Em contraste com a boa fase alcançada desde meados da década de 2010, o time voltou a ser rebaixado para a segunda divisão nacional, em 2024.
O Coritiba Foot Ball Club, terceiro clube mais antigo da Região Sul, tem um título de Brasileirão, conquistado em 1985, o primeiro título de expressão de um clube paranaense, quebrando a hegemonia de equipes de São Paulo, Rio de Janeiro, Rio Grande do Sul e Minas Gerais, que perdurava desde 1960. Foi o primeiro clube do Paraná a participar da Copa Libertadores, em 1986. Maior vencedor do Campeonato Paranaense, é proprietário de um estádio com capacidade de mais de 40.000 lugares e tem mais de 1 milhão de torcedores, segundo pesquisa de 2020. Além disso, o Coritiba também foi duas vezes vice-campeão da Copa do Brasil, em 2011 e 2012, sendo o primeiro paranaense finalista.
No Ranking Placar de títulos 2024, Coritiba e Athletico são respectivamente, décimo quinto e décimo sexto colocados no desempenho histórico dos clubes de futebol do Brasil.
Em ranking de valor de marcas de clubes de futebol mais valiosas divulgado em 2021 por consultoria especializada, o Athletico é a sétima marca mais valiosa do Brasil e o Coritiba a décima quinta.

### Comparação com outros oito clubes
Assim como o G-12, Bahia, Sport, Coritiba e Athletico Paranaense, as agremiações paulistas Guarani Futebol Clube e Associação Portuguesa de Desportos, além de Goiás Esporte Clube e Esporte Clube Vitória, também foram membros do Clube dos 13, composto por importantes e tradicionais clubes. Porém, enquanto instituição, passam ou passaram por períodos difíceis.
O campineiro Guarani Futebol Clube é o outro campeão do Brasileirão fora do G-12, sendo o único time do interior a conseguir a façanha, em 1978. Foi também vice-campeão de 1986 e 1987, além de semifinalista da Libertadores de 1979. Nas 3 vezes em que participou deste torneio, foi o melhor brasileiro. Em 2024, o Bugre foi novamente rebaixado para a Série C, junto com a rival Ponte Preta.
A Associação Portuguesa de Desportos também se destacou, historicamente, enfrentando o G-12, sendo a única equipe fora deste conjunto a ser campeã do Torneio Rio-São Paulo, com 2 títulos. Além disso, foi vice-campeã brasileira na Série A de 1996. Porém, após o "Caso Héverton", em 2013, que lhe decretou uma queda extracampo, a associação entrou em crise. Em 2014, foi rebaixada para a Série C, e em 2021 competiu na Série D (nacional) e Campeonato Paulista Série A2.
O Goiás Esporte Clube, do estado homônimo, é destaque da Região Centro-Oeste. Foi 13º no ranking de pontos até 2015 e 13º na antiga versão do ranking da CBF, de 2006 a 2012, além de 5º no ranking dos pontos corridos em 2008, tendo permanecido no top 10 até 2012. Além disso, é o clube que por mais vezes esteve entre os 10 primeiros colocados do Brasileirão fora o chamado G-12. O Goiás foi o vice-campeão da Copa Sul-Americana de 2010, da Copa do Brasil de 1990 e 3º no Brasileirão de 2005. Atualmente está na Série B nacional.
O baiano Esporte Clube Vitória, da Região Nordeste, assim como o time goiano, teve temporadas seguidas na primeira divisão. Permaneceu boa parte da década de 2010 como o clube nordestino de maior pontuação no ranking, mesmo obtendo resultados ruins por alguns anos antes de retornar para a Série A em 2024. Como resultados mais destacados foi vice-campeão do Campeonato Brasileiro Série A de 1993, terceiro colocado no Campeonato Brasileiro de 1999 e vice-campeão da Copa do Brasil de 2010. É o décimo oitavo colocado no Ranking Placar de 2020.
Os também nordestinos Ceará e Fortaleza ocupam a décima nona e vigésima colocação nessa classificação de títulos. Este primeiro, o Vozão, foi vice-campeão da Copa do Brasil de 1994, além de semifinalista em duas oportunidades (2005 e 2011). 
Após voltar a Série A em 2019, o Fortaleza vem "brigando nas pontas" na primeira divisão nacional, tendo ficado em quarto lugar duas vezes e batido o recorde de pontos de um nordestino (68). Internacionalmente, chegou ao mata-mata da Copa Libertadores e foi vice-campeão da Copa Sul-Americana.
Em Minas Gerais, o América Futebol Clube, que fez 100 anos em 2012, é um dos destaques históricos do seu estado, realizando clássicos contra Atlético e Cruzeiro. Com 16 títulos mineiros, é o clube fora do G-12 com mais estaduais, considerando os campeonatos carioca, paulista, mineiro e gaúcho. Orgulha-se de ter sido deca-campeão consecutivo: 1916 a 1925. Em nível interestadual, foi campeão da Copa Sul-Minas, em 2000. Nacionalmente, foi campeão das séries B (1997 e 2017) e C (2009). Porém, na Série A do Brasileirão não repete o mesmo protagonismo e acumula rebaixamentos.
Representando a Região Norte, o paraense Paysandu é o único nortista a conquistar um título nacional de primeira linha, a Copa dos Campeões de 2002, a qual teve a presença de alguns clubes integrantes do G-12. É o maior vencedor da Copa Verde, competição disputada por clubes das regiões Centro-Oeste e Norte, além do Espírito Santo. Disputou a Copa Libertadores da América de 2003, e chegou até as oitavas de final, quando, apesar da eliminação, venceu o Boca Juniors, no estádio do argentino, a La Bombonera. A décima colocação na Taça Brasil, em 1963 e 1966, é a sua melhor posição no Campeonato Brasileiro da Série A; a partir de 1971, a décima quarta colocação, em 2004.
Ceará, Goiás e Sport estão dentre os 16 times das séries A e B que nunca jogaram a Série C, junto com a dupla Atletiba e onze times do G-12 (a exceção é o Fluminense).

### Comparação com destaques extemporâneos

America em jogo contra o Benfica no Maracanã em 1955. Contra o Bangu, o Mecão realiza o chamado Clássico Bisavô.

Os clubes cariocas Bangu e America foram, respectivamente, vice-campeão do Campeonato Brasileiro de 1985 e semifinalista de 1961 e de 1986, nas melhores participações de clubes cariocas de menor investimento nesta competição. Em 1986, o Bangu participou da Copa Libertadores, sendo o único clube fluminense, além do G-4 estadual, a conseguir tal feito. O America ostenta o Torneio dos Campeões de 1982 em sua galeria, uma competição nacional, disputada pela quase totalidade dos clubes do G-12. O Mecão possui sete títulos cariocas (quinto maior campeão), sendo dois na fase profissional. O time banguense possui dois: o primeiro título carioca profissional, em 1933, e o último título de um clube que não os quatro grandes desde então, em 1966.
O Santa Cruz, quarto colocado do Brasileirão em 1960 e 1975, aparece em vigésimo primeiro lugar no Ranking da CBF. O Náutico foi o terceiro colocado do Brasileirão de 1966, primeiro pernambucano em Libertadores (1967) e único hexacampeão estadual (1963 a 1968). Ambos fazem parte do chamado "G-7 do Nordeste".
No início dos anos 2000, a paulista Associação Desportiva São Caetano foi muito comentada na mídia nacional e internacional depois de se tornar finalista da Copa Libertadores de 2002, a competição mais importante da América do Sul, tendo perdido a final para o Olimpia do Paraguai nos pênaltis. Foi vice-campeão brasileiro em 2000 e 2001, além de campeão paulista em 2004 e vice-campeão em 2007.
Depois que a Red Bull GmbH assumiu o controle do Clube Atlético Bragantino, campeão paulista de 1990 e vice-campeão brasileiro de 1991, mudou seu nome para Red Bull Bragantino. O primeiro objetivo atingido foi a volta para a elite do futebol brasileiro, após muitos anos transitando entre as divisões de acesso. Desde então, teve como principais façanhas ser vice-campeão da Sul-Americana de 2021 e estrear na Copa Libertadores da América, no ano seguinte.
Criciúma, Juventude, Santo André e Paulista de Jundiaí também tiveram seu momento de glória no cenário nacional, ao conquistarem a Copa do Brasil, em 1991, 1999, 2004 e 2005, respectivamente.
O Club Athletico Paulistano foi considerado um dos melhores clubes do Brasil no início do século XX, tendo ganhado onze edições do Campeonato Paulista, sendo o quinto maior campeão. Em 1920, venceu o Campeonato Brasileiro de Clubes Campeões, triangular organizado pela CBD, em pleno amadorismo, quando superou o Fluminense e o Brasil de Pelotas. Deixou o futebol em 1929, ainda como time amador. Sua principal estrela, o craque histórico Arthur Friedenreich. Além do Paulistano, o Grêmio de Esportes Maringá também venceu um torneio nacional pouco lembrado, o Torneio dos Campeões da CBD de 1969, em que venceu o Sport Recife, duas vezes, e empatou com o Santos, também duas vezes, sagrando-se campeão por w.o.
Destacam-se outros clubes que tiveram brilho internacional, como a Chapecoense, que conquistou de forma póstuma a Copa Sul-Americana de 2016 (após a queda do Voo LaMia 2933, que vitimou quase todo o elenco do clube catarinense, o Atlético Nacional, da Colômbia, abdicou da final, como uma forma de homenagem), a Ponte Preta, vice-campeã da Copa Sul-Americana de 2013, e o CSA, vice-campeão da Copa Conmebol de 1999.

## Comparação com o futebol de outros países
Com a maior exposição (devido a televisão a cabo e a internet) dos brasileiros aos campeonatos nacionais estrangeiros e a inevitável comparação que é feita com o futebol nacional, o número de 12 grandes torna-se alvo de questionamentos, por ser, teoricamente, "exagerado". Na Inglaterra, existem apenas 6 clubes considerados grandes (Big Six); na Itália, existem apenas 7 (sete irmãs do futebol italiano), e mesmo na vizinha Argentina, apenas 5 grandes (Cinco grandes do futebol argentino). 
A imensa população, de mais de 200 milhões de habitantes, e o tamanho continental, que refletiu em uma cultura futebolística regionalizada, principalmente a partir dos campeonatos estaduais, são alguns fatores que explicariam a maior quantidade de grandes, todos eles campeões da principal competição de seu continente e dez deles finalistas do Campeonato Mundial de Clubes da FIFA ou de alguma competição predecessora reconhecida por ela.